# 函館どつくレンガ倉庫
函館どつくレンガ倉庫（はこだてどつくレンガそうこ、英文表記:Hakodate Dock Red Brick Warehouses）は、北海道函館市弁天町に所在する歴史的な赤レンガ倉庫群である。明治34年（1901年）に建設され、当初は柳田倉庫（やなぎだそうこ、英文表記:Yanagida Warehouses）と呼ばれ、明治43年（1910年）に弁天倉庫（べんてんそうこ、英文表記:Benten Warehouses）に改組された。函館で著名な金森赤レンガ倉庫群より8年早く建造された函館最古級の赤レンガ倉庫建築として知られている。長さ100メートルを超える規模を持ち、函館最大の赤レンガ倉庫建築でもある。なお、2025年11月に函館どつくレンガ倉庫は解体が予定されている。

## 概要
函館どつくレンガ倉庫は明治34年（1901年）に建設された赤レンガ造りの倉庫群で、当初は柳田倉庫の名称で呼ばれていた。これらの倉庫は明治40年（1907年）の函館大火を免れ、現在まで残存している貴重な明治期の産業遺産である。
建築的特徴として、函館で著名な金森赤レンガ倉庫群が採用しているイギリス積みとは異なり、長手積み（ながてづみ）と呼ばれる煉瓦積み工法が用いられている点が挙げられる。この工法は煉瓦の長手面のみを表面に配置する積み方で、当時の建築技術の多様性を示している。

## 歴史

### 建設の背景
明治期の函館は北海道開拓の拠点として急速に発展し、海運業の隆盛とともに倉庫需要が高まっていた。明治33年（1900年）から37年（1904年）にかけて函館では多くのレンガ建築が建設され、この函館どつくレンガ倉庫もその一環として建設された。建設地は幕末期に築造された弁天台場の跡地に隣接しており、軍事拠点から産業拠点への時代の変遷を象徴している。

### 所有権の変遷
函館どつくレンガ倉庫は当初、柳田藤吉により「柳田倉庫」として建設され、明治34年（1901年）8月に落成された。明治40年（1907年）の函館大火災を生き延びた後、明治43年（1910年）に資本金50万円の弁天倉庫に改組された。大正7年（1918年）には函館の実業家小熊幸一郎に買収された。その後、昭和18年頃（1943年）に函館どつくの戦時拡張に伴い同社に買収され、現在の「函館どつくレンガ倉庫」の名称となった。

### 函館大火災からの生存
明治40年（1907年）8月25日に発生した函館大火災では、市街地の大部分が焼失したが、函館どつくレンガ倉庫は火災を免れることができた。この火災では11,000戸以上の建物が焼失し、多くの倉庫や商店が失われたため、残存した函館どつくレンガ倉庫の歴史的価値は極めて高い。

### 名称の変遷
建設当初は「柳田倉庫」と呼ばれていたが、その後「弁天倉庫」となり、現在は「函館どつくレンガ倉庫」が正式名称となっている。

## 建築的特徴

### 煉瓦積み工法
函館どつくレンガ倉庫の最も特徴的な点は、長手積みと呼ばれる煉瓦積み工法の採用である。これは煉瓦の長手面（長い面）のみを外面に露出させる積み方で、同じ函館市内の金森赤レンガ倉庫群で採用されているイギリス積みとは明確に異なる技法である。
イギリス積みは長手段と小口段を交互に積む工法であるのに対し、長手積みは構造的にシンプルでありながら、外観に統一感を与える効果がある。

### 構造と規模

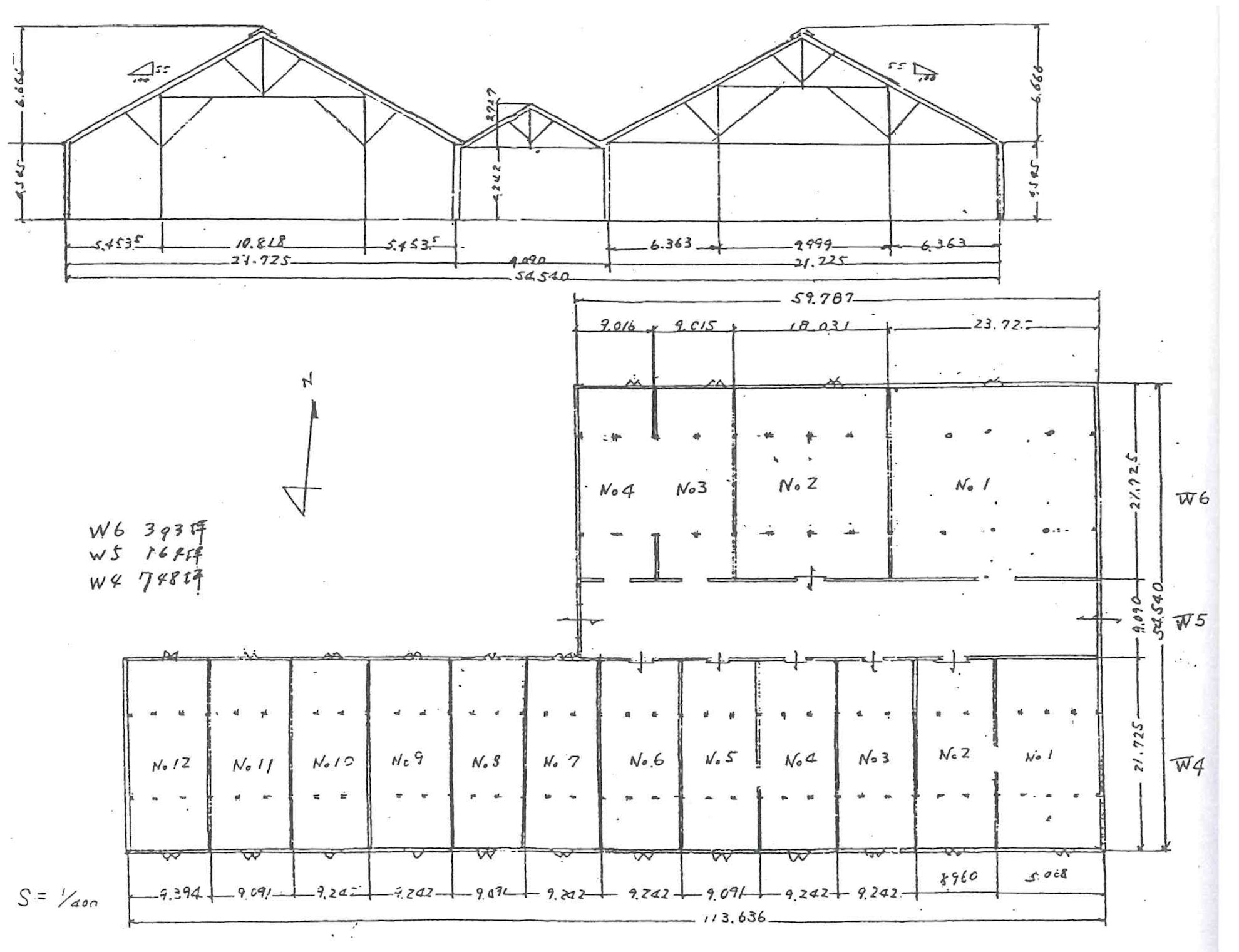
旧弁天倉庫の立面と規模

倉庫群は複数の建物から構成されており、煉瓦造の堅牢な構造を持つ。長さ100メートルを超える大規模な建築物で、大正初期以前に建設された倉庫建築としては最大級の規模を誇る。明治期の産業建築として典型的な形態を保持しており、函館最大の赤レンガ倉庫建築として現在も存在感を示している。

## 歴史的意義
函館どつくレンガ倉庫は函館に現存する赤レンガ倉庫建築の中で最古の建造物であり、函館の産業建築史において極めて重要な位置を占めている。明治34年（1901年）に建設されたこれらの倉庫は、現在函館の象徴として広く知られている金森赤レンガ倉庫群よりも8年早く建造されており、函館における赤レンガ建築の先駆的存在として特別な価値を持つ。
建築技法の面でも、函館どつくレンガ倉庫は函館の煉瓦建築技術の多様性を示す貴重な遺産である。金森赤レンガ倉庫群で採用されているイギリス積みとは明確に異なる長手積み工法を用いており、この技法の違いは外観からも確認することができる。長手積みは煉瓦の長手面のみを表面に配置する積み方で、当時の建築技術者たちが様々な工法を試行していたことを物語っている。このような建築技法の相違は、明治期の函館における建築文化の豊かさと技術的実験性を現代に伝える重要な証拠となっている。
さらに、明治40年（1907年）の函館大火災という都市史上の大災害を乗り越えて現存していることも、これらの倉庫の歴史的価値を高めている。この大火災では市街地の大部分が焼失し、多くの建造物が失われたが、函館どつくレンガ倉庫はその災禍を免れ、明治期の建築技術と都市の記憶を現代まで伝え続けている。明治期北海道開拓期の物流・倉庫業の発展を物語る産業遺産として、函館の近代化過程を理解する上で欠かすことのできない存在である

## 21世紀初頭現在の状況

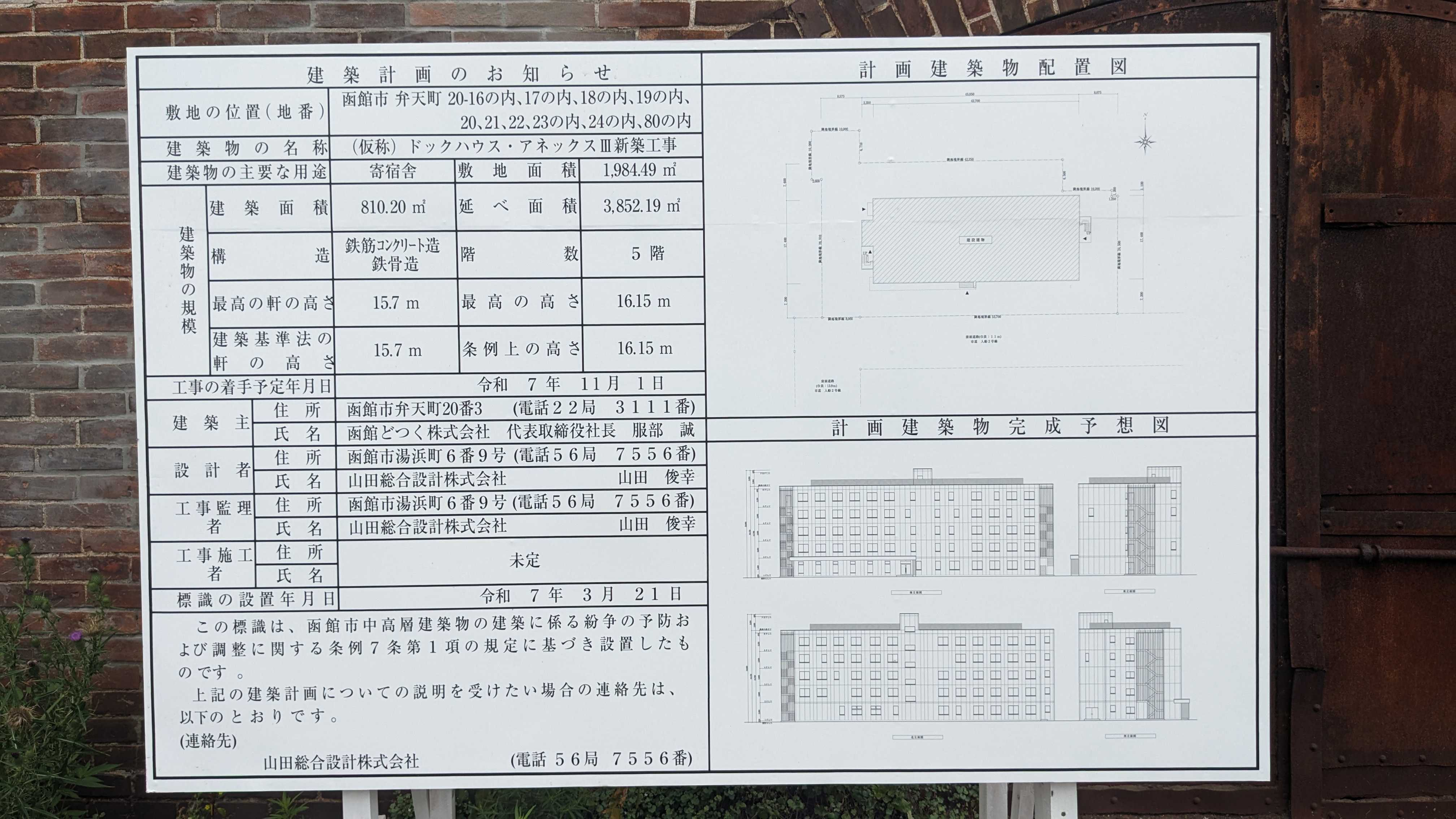
函館どつくレンガ倉庫跡地の建築計画を示す掲示板（2025年3月21日付）。5階建て寄宿舎の建設が予定され、工事着手は2025年11月1日予定。

函館どつくレンガ倉庫は2025年（令和7年）現在も函館市弁天町に現存しており、函館どつく株式会社の所有となっている。函館どつくは1896年（明治29年）に函館船渠株式会社として創立された北海道最大の造船会社であり、これらの倉庫は同社の事業活動と密接な関係を持って現在まで維持されている。
金森赤レンガ倉庫群ほど観光地化されていないものの、函館の近代化過程を知る上で欠かせない歴史的建造物として認識されており、函館の産業遺産として重要な位置を占めている。
2007年（平成19年）には、函館の歴史的風土を守る会から歴風文化賞を受賞し、その歴史的・文化的価値が公式に認められている。
しかし、2025年3月21日に函館どつくにより倉庫群の解体と跡地への5階建て寄宿舎建設計画が発表された。延床面積3,852.19平方メートルの新施設の工事着手は2025年11月1日に予定されており、明治期から残る貴重な産業遺産の消失が懸念されている。 GLAYのTERUがX（旧Twitter）で倉庫保存を訴えた投稿が話題となり、保存運動が広がっている。

## ギャラリー

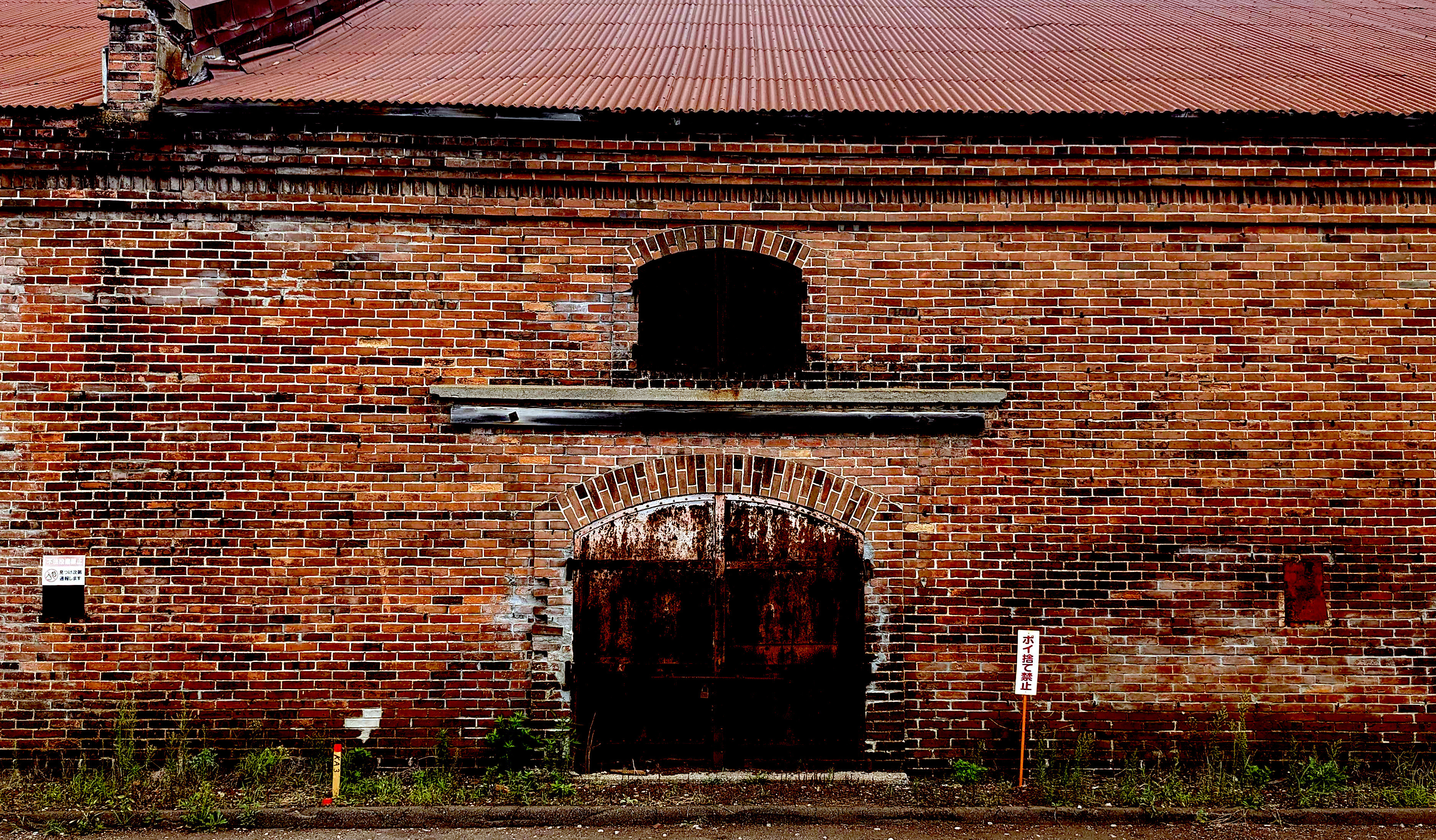
函館どつくレンガ倉庫のアーチ扉
函館どつくレンガ倉庫(側面)
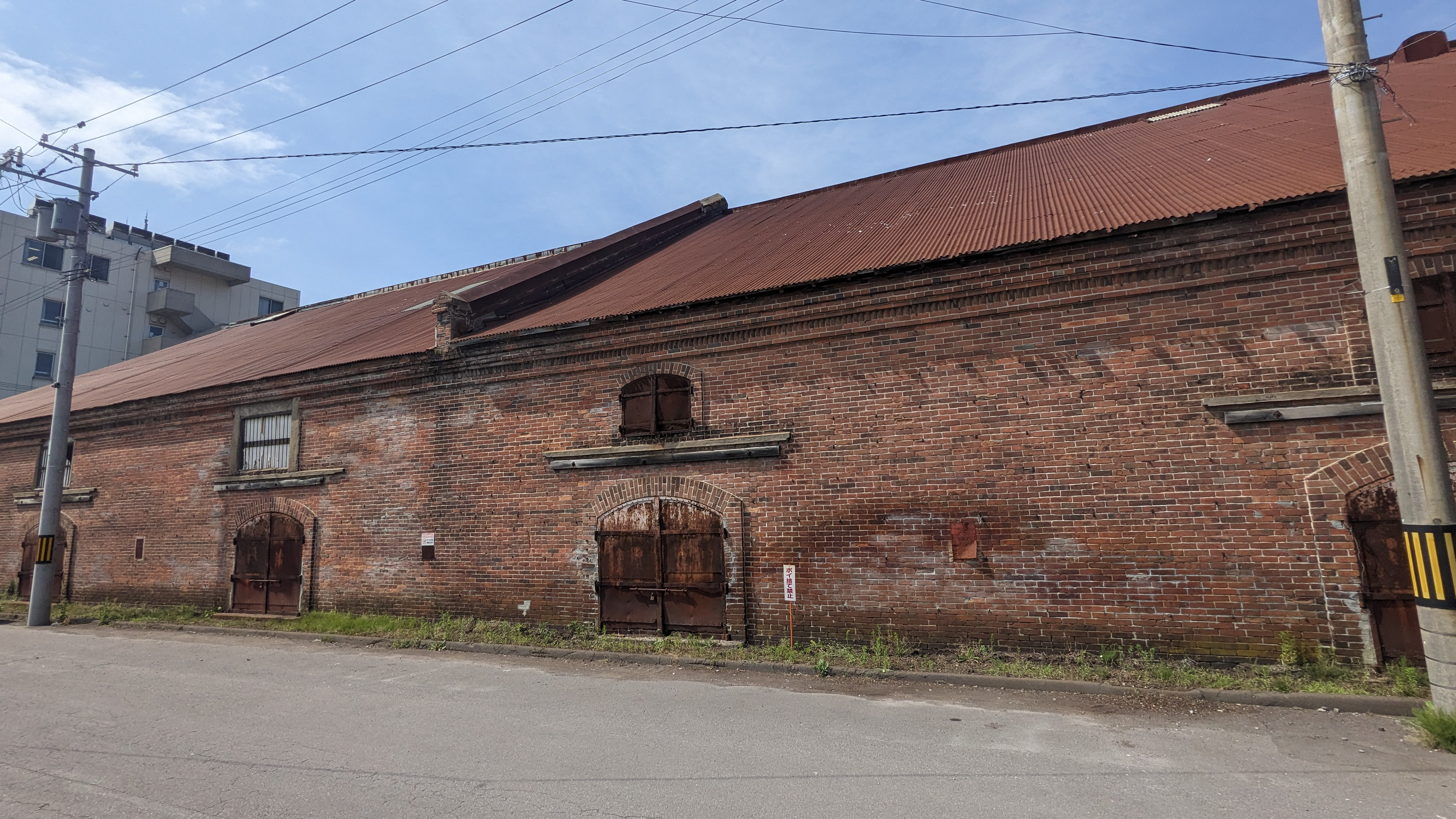
函館どつくレンガ倉庫
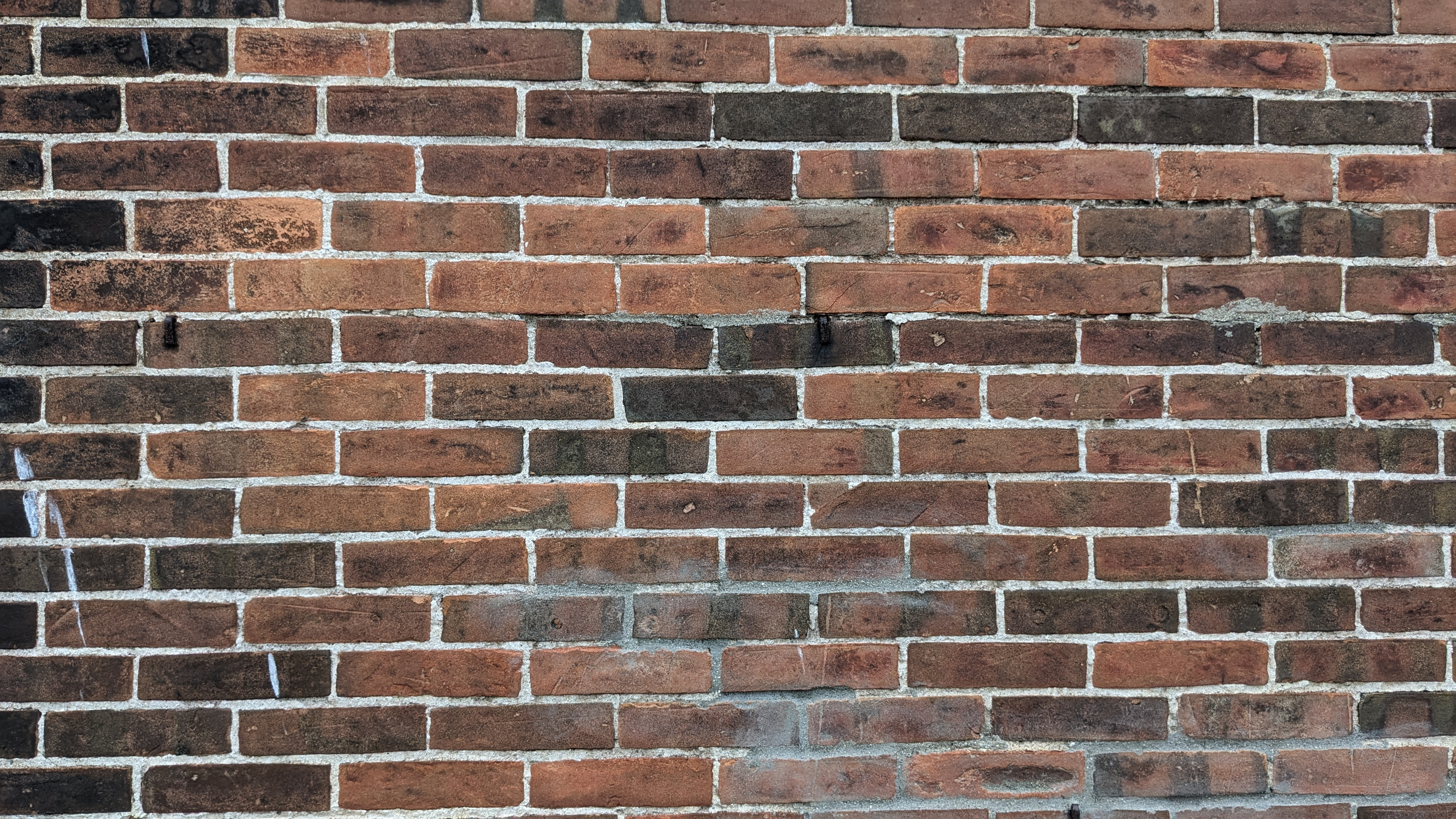
壁部分の煉瓦
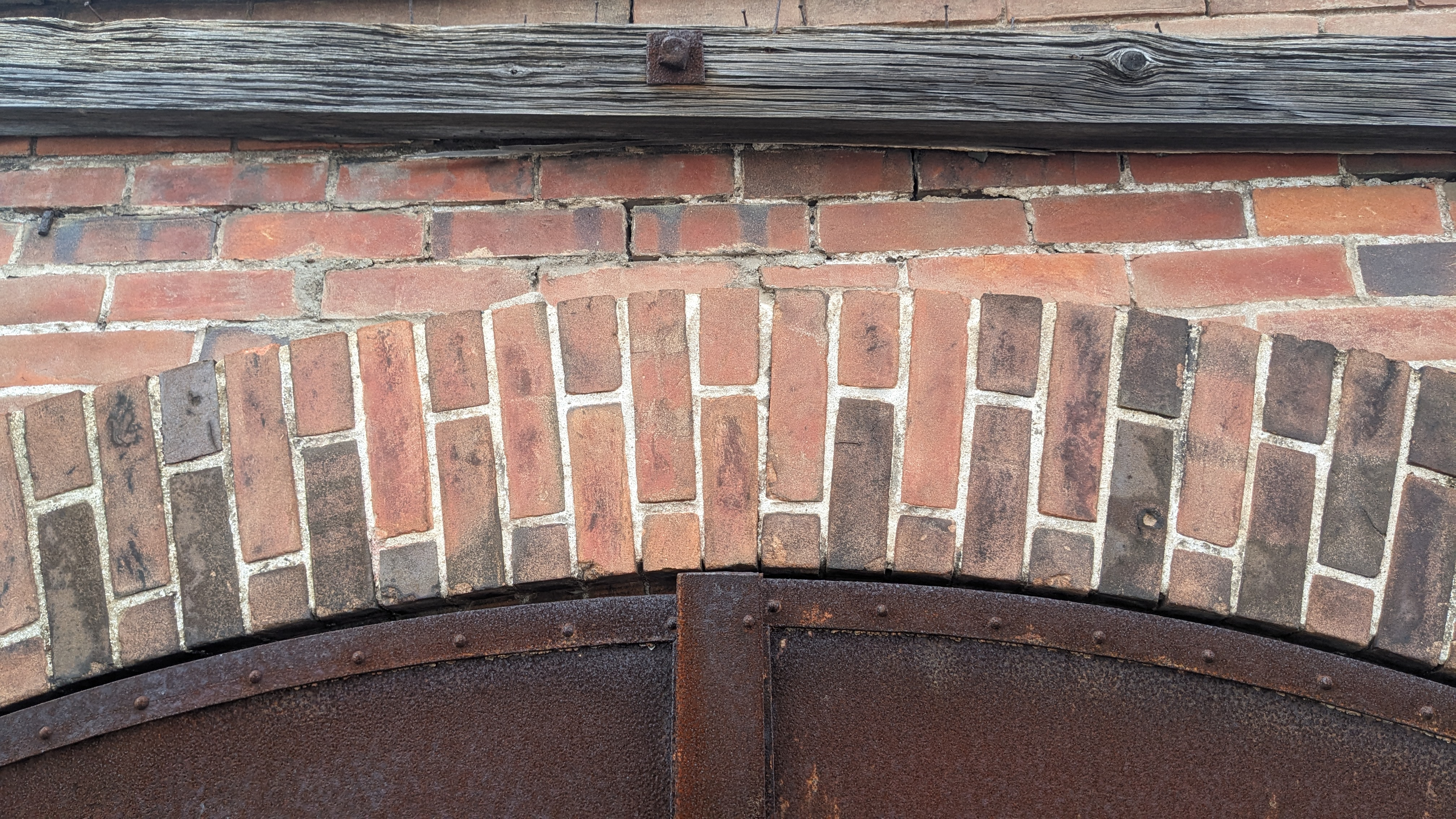
出入り口のアーチ
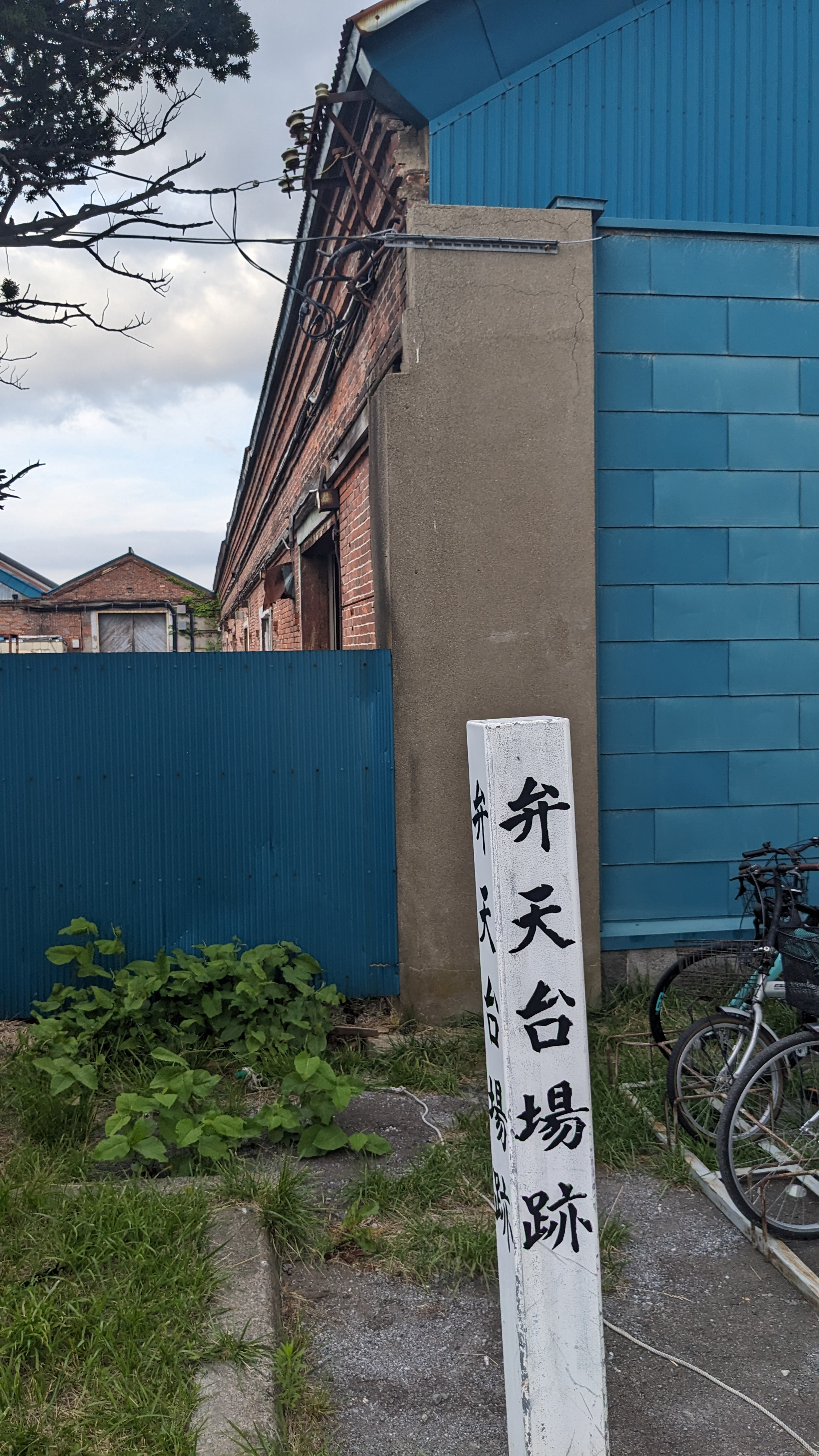
弁天台場跡と函館どつくレンガ倉庫

## 交通
函館駅から函館市電に乗車し、「函館どつく前停留場」で下車後、徒歩約5分。